# Jaroszówka (województwo dolnośląskie)
Jaroszówka (niem. Vorhaus) – wieś w Polsce, położona w województwie dolnośląskim, w powiecie legnickim, w gminie Chojnów, nad rzeką Czarna Woda, na terenie Równiny Chojnowskiej.
W latach 1975–1998 wieś należała do województwa legnickiego.
Wokół wsi, znajduje się obszar chroniony Dolina Czarnej Wody.

## Integralne części wsi
| SIMC    | Nazwa      | Rodzaj  |
| ------- | ---------- | ------- |
| 0363429 | Bronim     | kolonia |
| 0363435 | Targoszyce | kolonia |

## Historia
Jaroszówka jako osada powstała zapewne w XIII-XIV w. Obszary te od wczesnego średniowiecza zamieszkiwane były przez słowiańskie plemię Trzebowian. Od roku 1331 wraz ze Śląskiem utraciła zwierzchność Polski, aż do roku 1945. Ziemie te najpierw należały do Czech, były w rękach Piastów z Legnicy, Habsburgów, by w końcu trafić pod władzę Prus i Niemiec. Po II wojnie światowej trafiła do Polski.

## Zabytki
Do wojewódzkiego rejestru zabytków wpisany jest:
- park dworski, XIX-wieczny ze 130-letnim starodrzewem.

inne zabytki:
- dwa stare kamienne krzyże, być może późnośredniowieczne, jeden z wyrytym mieczem, drugi z kuszą. Nazywane są one najczęściej krzyżami pokutnymi, czyli fundowanymi w średniowieczu przez zabójców w wyniku zawieranych przez nich umów pojednawczych z rodziną zabitego, mających zapobiec krwawej zemście. Przypuszczenie to nie ma jednak oparcia w żadnych dowodach ani badaniach, a jest oparte jedynie na nieuprawnionym założeniu, że wszystkie stare kamienne krzyże monolitowe, zwłaszcza te z rytem broni, o których nic nie wiadomo, są krzyżami pokutnymi[8], chociaż w rzeczywistości powód ich fundacji może być różnoraki, tak jak każdego innego krzyża. Niestety legenda o pokutnym (pojednawczym) charakterze krzyży stała się na tyle popularna, że zaczęła być odbierana jako fakt i pojawiać się w lokalnych opracowaniach, informatorach czy przewodnikach jako informacja, bez uprzedzenia, że jest to co najwyżej luźna hipoteza bez żadnych bezpośrednich dowodów.
- czynny młyn wodny.

## Stadnina koni
Jaroszówka znana jest również ze stadniny koni pełnej krwi angielskiej. Odbywają się tu liczne imprezy hippiczne m.in.: Zawody Ogólnopolskie we Wszechstronnym Konkursie Konia Wierzchowego oraz Zawody w Skokach O Wstęgę Czarnej Wody, odbywające się cyklicznie co roku. W obiektach działa: Klub Jeździecki Ośrodek Sportów Konnych w Jaroszówce powstały w 2000 roku

## Obszar chroniony krajobrazu Dolina Czarnej Wody
Jest to teren którego powierzchnia wynosi około 103,3 km² i zawiera 38,8 km² lasów. Jego znaczna część położona jest wokół Jaroszówki. W krajobrazie dominują płaskie, rozległe dna licznych dolin, w których rozwinął się zróżnicowany system dopływów górnej i środkowej Czarnej Wody. Obszar ten pokryty jest przeważnie lasem mieszanym, drzewostan ten jest bardzo urozmaicony, znajdują się w nim również drzewa w wybitnym wieku. Przeważa tu głównie sosna, z domieszką lasu dębowego.

## Połączenia
Jaroszówka leży przy drodze wojewódzkiej nr 335 Chojnów – Lubin
Przez miejscowość przebiegają linie komunikacji PKS, a w odległości kilku kilometrów przebiega linia kolejowa.